# Naturschutzgebiet Hohes Moor
Das Naturschutzgebiet Hohes Moor ist ein etwa 5000 Jahre altes Hochmoor in den Landkreisen Stade und Rotenburg (Wümme).  Nach einer ca. 130 Jahre währenden Abbauphase zwischen 1830 und den 1960er Jahren wurde das Moor renaturiert und im Zeitraum von 2001 bis 2006 auf einer Fläche von ca. 653 Hektar wiedervernässt. Das Naturschutzgebiet reicht über die eigentlichen Wiedervernässungsflächen hinaus und besitzt einschließlich der Randbereiche eine Fläche von 862 Hektar. Es besteht heute aus einem Mosaik aus offenen Wasserflächen, Feuchtwiesen, Torfmoosrasen und Moorwald.

## Geographische Lage
Das Hohe Moor liegt im Elbe-Weser-Dreieck in Niedersachsen. Der Großteil erstreckt sich über Teile der drei Gemeinden Estorf, Heinbockel und Oldendorf in der Samtgemeinde Oldendorf-Himmelpforten im westlichen Landkreis Stade, ein kleiner Teil auch auf das Gebiet der Stadt Bremervörde im Landkreis Rotenburg (Wümme).

## Schutzgebiete „Hohes Moor (Lüneburg)“ und „Hohes Moor Randbereiche“
Verwaltungsseitig besteht das Hohe Moor aus zwei Naturschutzgebieten: Im Kern liegt das ältere, größere und landkreisübergreifende Naturschutzgebiet Hohes Moor (Lüneburg). Das kleinere Naturschutzgebiet Hohes Moor Randbereiche umfasst vier ergänzende Teilflächen im Landkreis Stade, welche unmittelbar an das NSG Hohes Moor (Lüneburg) angrenzen. Teilbereiche des Gebietes sind seit dem 16. September 2018 gelöscht und durch das neu verordnete NSG LÜ 013 „Hohes Moor“ geschützt. Beide Gebiete ergeben somit eine 862 ha große Fläche.
Verwaltet wird der Komplex unter der Bezeichnung Hohes Moor (Lüneburg), die auf die behördliche Verwaltung durch den ehemaligen Regierungsbezirk Lüneburg verweist.
Seit dem Jahr 2000 besteht außerdem das rund 854 Hektar große Natura-2000-Gebiet Hohes Moor gemäß der FFH-Richtlinie der Europäischen Union, das nahezu deckungsgleich mit den beiden Naturschutzgebieten ist.

## Geschichte
Etwa seit 1830 wurde das Hohe Moor entwässert und der Torf im Handstich abgebaut. Von den ursprünglichen großen Moorseen sind heute nur noch der Oldendorfer See und der Elmer See erhalten.
Diese beiden großen Wasserflächen werden durch zahlreiche kleine wassergefüllte Torfabbaugruben und ehemalige Entwässerungsgräben ergänzt, denn seit Anfang der 1980er Jahre und besonders in den Jahren 2001 bis 2006 hat man den Wasserstand des Hohen Moores wieder angehoben. Durch die Wiedervernässung soll das teilweise zerstörte Moor renaturiert werden, abgestorbene Fichten- und Birkenbestände sind sichtbares Zeichen dieser Vernässung.

## Flora und Fauna
Der bis heute gut erkennbare Torfstich hat zu einem stark strukturierten Landschaftsbild geführt, in dem sich Hochmoorflächen und Bruchwälder mit vollgelaufenen Torfstichgruben und natürlichen Moorseen abwechseln; in den waldfreien Randbereichen liegen zudem verschiedene Feuchtwiesentypen. Auf einigen alten Moordämmen führen Wanderwege durch das Hohe Moor, das Betreten des Naturschutzgebietes außerhalb dieser Wege ist aber zum Schutz der seltenen Pflanzen- und Tierwelt verboten.

### Tierwelt
Im Hohen Moor findet man etliche moortypische Libellenarten wie z. B. die Mond-Azurjungfer, die Hochmoor-Mosaikjungfer, die Arktische Smaragdlibelle und – in manchen Jahren in hoher Individuendichte – die Nordische Moosjungfer. Auch moortypische Schmetterlingsarten wie der Hochmoor-Bläuling werden wieder beobachtet.
Bezüglich der Reptilien und Amphibien sind sowohl Kreuzottern als auch Ringelnattern zu beobachten, Blindschleichen sind eher selten, Moorfrösche treten dagegen mit größeren Beständen auf.
Für viele Vogelarten sind die Moorflächen heute wieder Brut- und Rastplätze, beispielsweise ist der Kranich seit 2002 als Brutvogel zurückgekehrt. Auch äußerst seltene Arten wie die Sumpfohreule oder der Baumfalke brüten in den offenen Bereichen der Moorlandschaft. Auf den offenen Wasserflächen finden sich neben vielen Entenarten während der Zugzeiten größere Bestände an Grau-, Nonnen- und Nilgänsen ein.
An den Moorrändern brüten zahlreiche Singvögel, neben Goldammern, Buchfinken, Kohl- und Blaumeisen finden sich auch seltenere wie Kuckuck und Kleiber.
Hinsichtlich des Wildbestandes dominieren zahlreiche Rehe das Bild, seltener sind Wildschweine und Feldhasen zu beobachten. Die während der Trockenlegung heimischen Dachse sind durch die Wiedervernässung wahrscheinlich verdrängt und seither nicht mehr beobachtet worden.

### Pflanzenwelt
In den höher gelegenen Bereichen tritt Schwarzerlen-, Kiefern- und Moorbirkenbruch auf. In den tiefer liegenden Flächen finden sich durch die Wiedervernässung, die Wiederherstellung der Nährstoffarmut und den sauren pH-Wert des Wassers inzwischen wieder etliche der typischen Moorpflanzen wie Torfmoose und verschiedene Binsen (Flatterbinse u. a.). Auf den etwas trockeneren Flächen wächst vereinzelt rundblättriger Sonnentau, in abnehmenden Beständen steht das schmalblättrige und das scheidige Wollgras, in den offenen Flächen sind Glocken-Heide und Weißes Schnabelried häufig.
Die Wegränder und Dämme säumen Zwergsträucher wie Heidelbeere, Eberesche und vereinzelt Gagel.

## Galerie

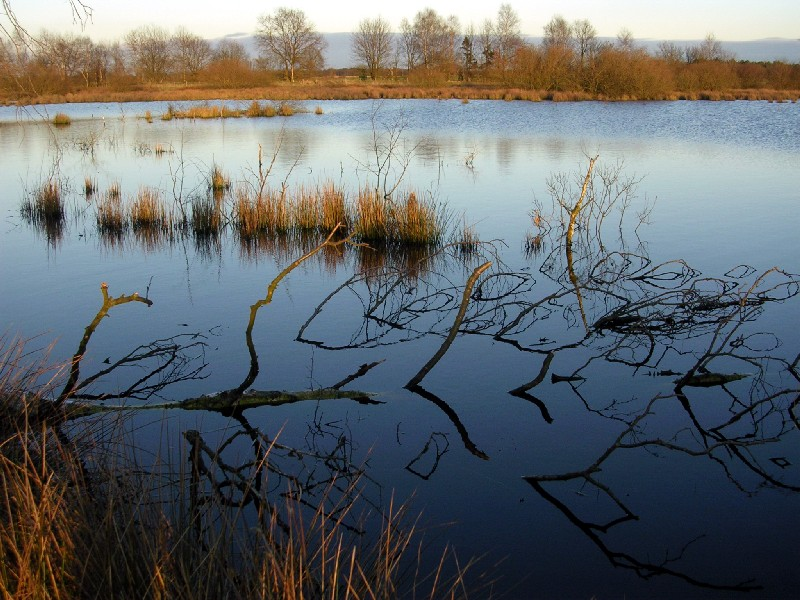
Oldendorfer See im Kern des Schutzgebietes Hohes Moor
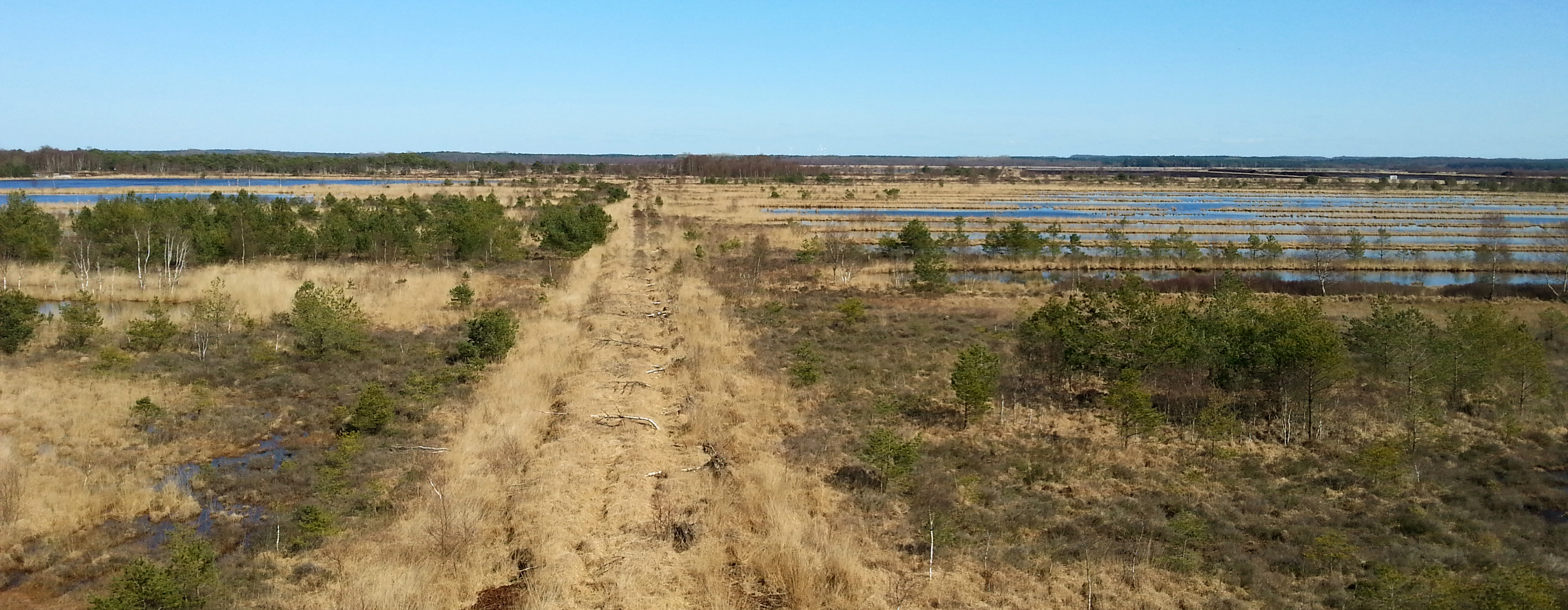
Damm mit Wanderweg, seitlich geflutete Torfstichgruben
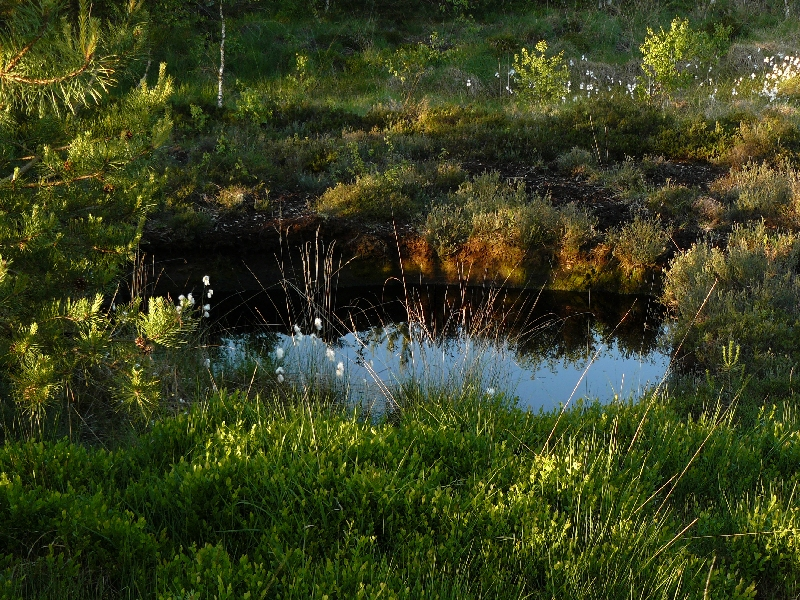
Gefluteter Handtorfstich
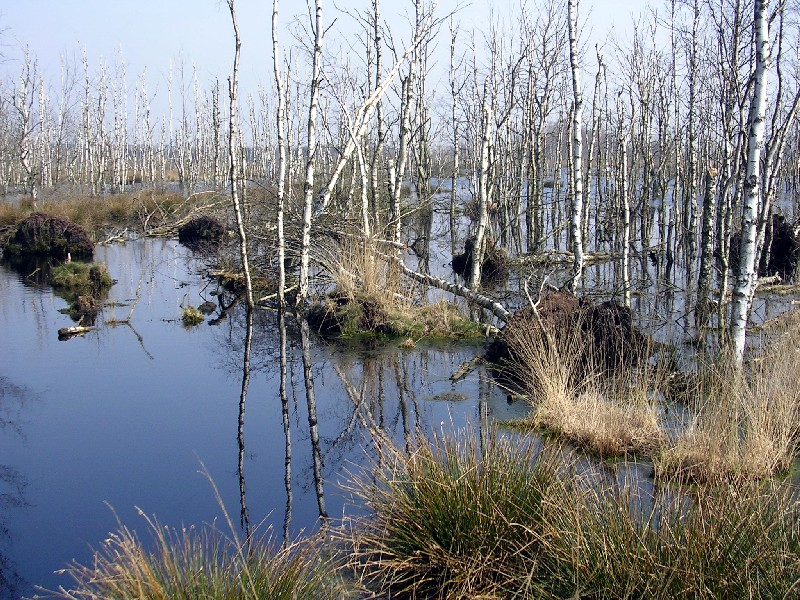
Wiedervernässte Fläche mit abgestorbenem Birkenbruchwald
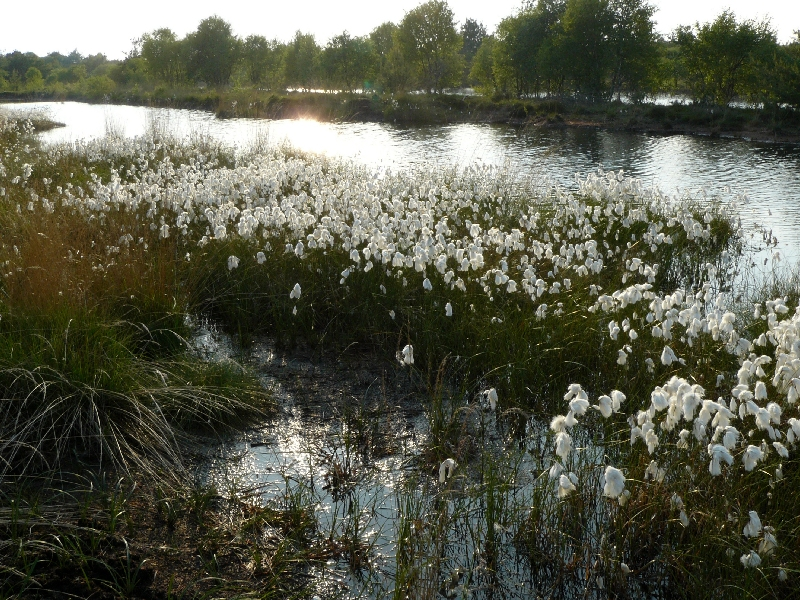
Ausgedehnte Bestände an Schmalblättrigem Wollgras
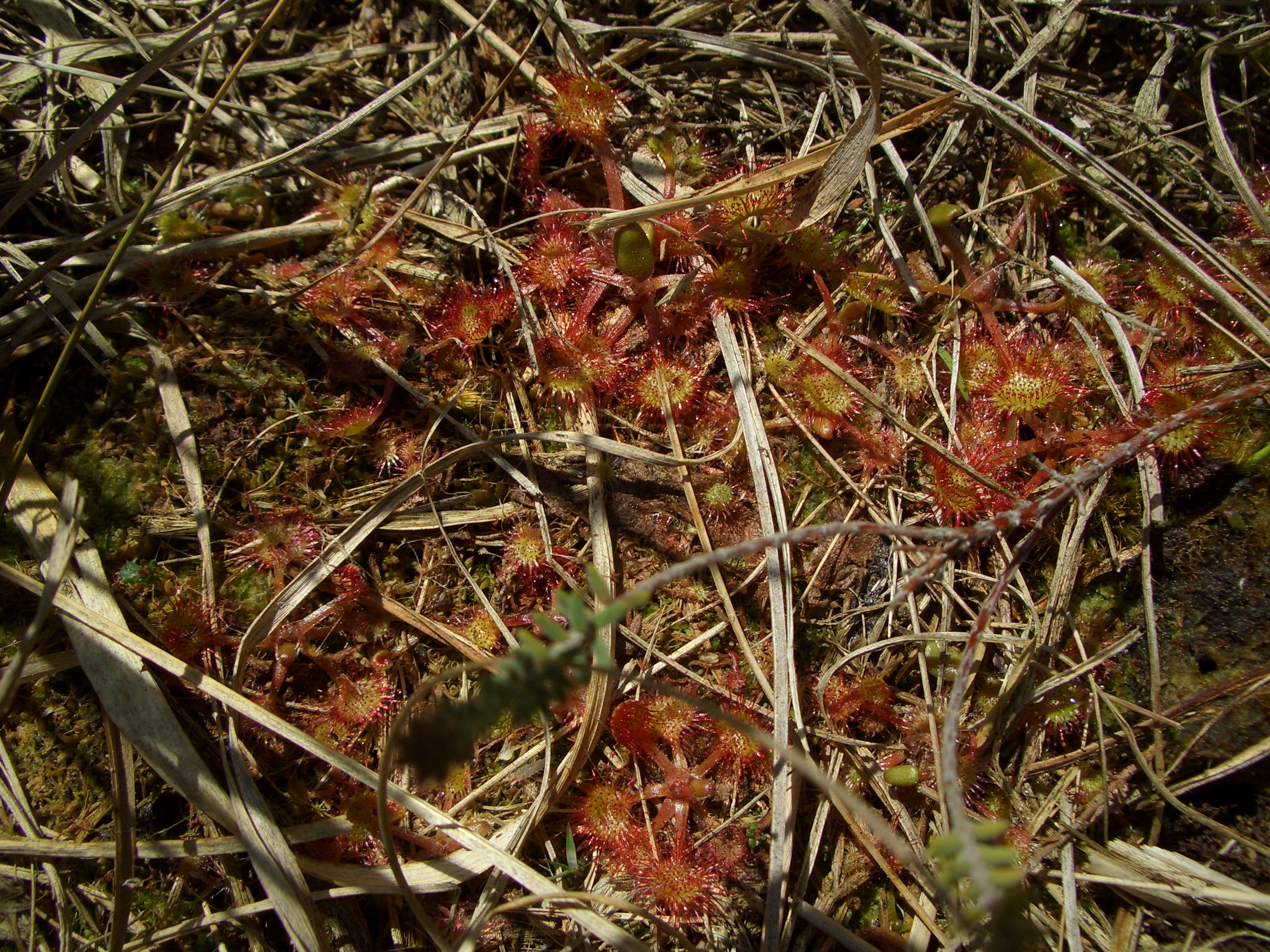
Rundblättriger Sonnentau im Hohen Moor
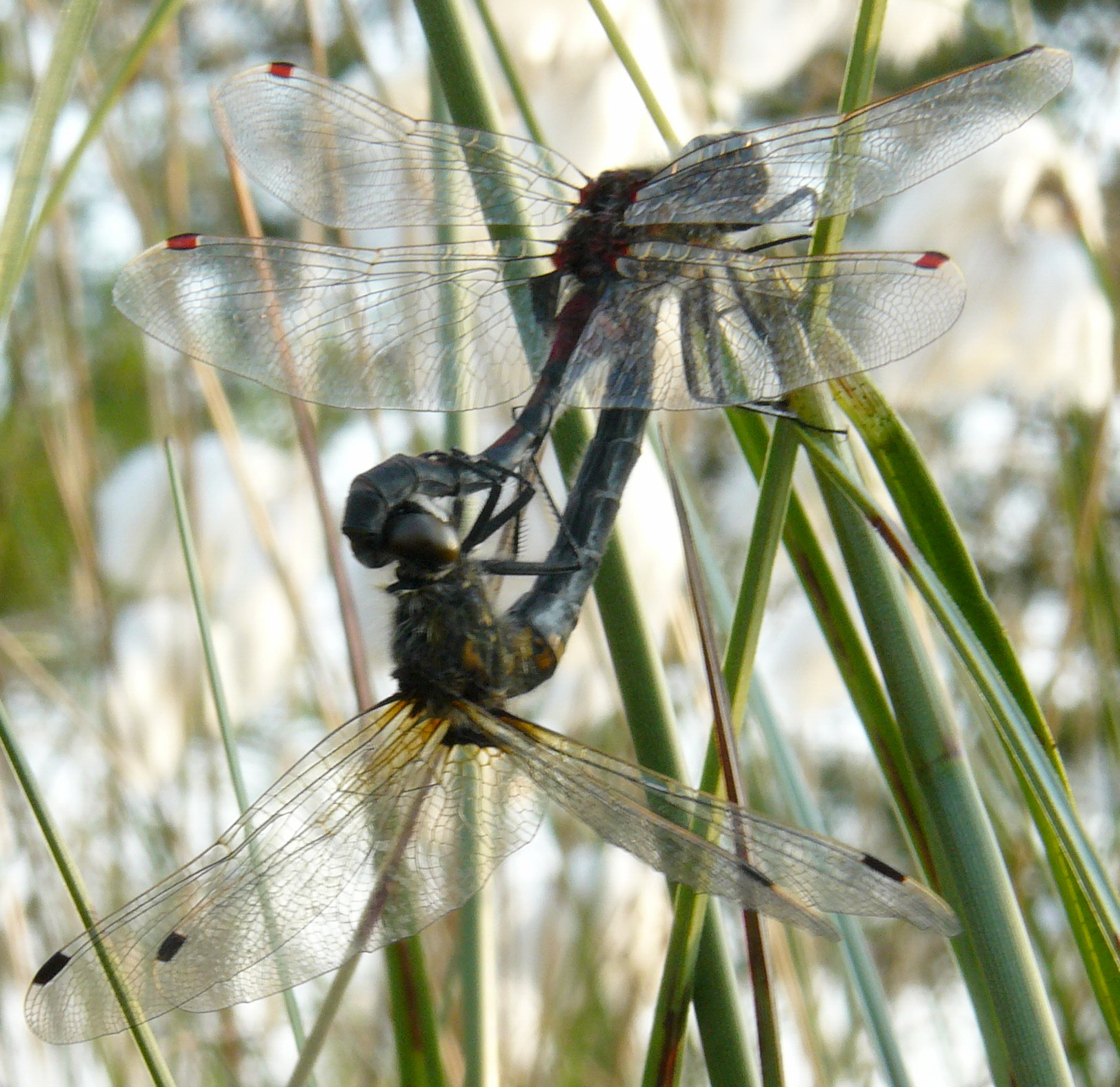
Paarungsrad der Nordischen Moosjungfer